# Palacio de Deportes de Alkmaar
El Palacio de Deportes de Alkmaar (en neerlandés: Sportpaleis Alkmaar) es un velódromo y polideportivo cubierto en Alkmaar, una localidad de los Países Bajos. El velódromo original, fue construido en 1964 y está hecho de hormigón, siendo renovado en 2003. La pista de hormigón fue sustituida por una pista de madera y ahora se encuentra en una sala completamente cubierta. La pista de ciclismo es de 250 m (820 pies) de largo y 6,5 m (21 pies) de ancho. La pendiente máxima es de 42 °. La pista rodea un campo de deportes bajo techo multifuncional. La sala tiene una capacidad para 4.750 espectadores.